# Opiat
Opiati so naravni in polsintetični psihotropni alkaloidi iz skupine opioidov.

## Predstavniki
Med opiatnimi alkaloidi so najpomembnejši morfin, kodein, papaverin in tebain. Včasih štejemo mednje tudi polsintezno pridobljene opioide (heroin, oksikodon, hidromorfon ...).

## Farmakološki učinki
Opiatni alkaloidi se v telesu vežejo na specifične receptorje, ki jih imenujemo opiatni receptorji in se nahajajo zlasti v talamusu. Učinek opiatnih spojin je protibolečinski, ker zvišajo prag bolečine in zavirajo nevrone, ki prevajajo bolečinski dražljaj. Zelo veliko opiatnih receptorjev je v limbičnem sistemu, delu možganov, odgovornim za zavedanje in čustva. Zato opiati in opioidi povzročajo tudi motnje zavesti.
Spojine, ki so naravno prisotne v organizmu in se vežejo na opiatne receptorje, so endorfini in enkefalini.
Po vezavi agonista na opiatni receptor se blokira encim adenilatciklaza. Ta encim sicer pretvarja ATP v cAMP. Molekule cAMP so odgovorne za prevajanje bolečinskega dražljaja po nevronih. Če je adenilatciklaza blokirana, ne nastaja dovoljšnja količina cAMP-ja in prevajanje bolečinskih dražljajev je zavrto in le-ti ne dosežejo osrednjega živčevja ter občutenje bolečine ne nastopi.